# Into the Strange
Into the Strange è il secondo album in studio del gruppo musicale brasiliano Mutilator, pubblicato nel 1988 dalla Cogumelo Records.

## Tracce
1. Raise the Strange – 1:47
2. Vanishing in the Haze – 4:51
3. Greetings (To the Deads) – 6:06
4. Lost Words – 6:17
5. Fighting in the Past – 5:12
6. Into the Strange – 4:32
7. Five Minutes Beyond the Walls – 5:12
8. A Place to Go – 7:09

## Formazione

### Gruppo
- Alexander Magu – voce, chitarra
- C.M. – chitarra, voce aggiuntiva
- Kleber – basso, voce aggiuntiva
- Armando – batteria